# Jan Tabor
Jan Tabor (ur. 22 listopada 1884 w Bogdanowie, zm. 10 lipca 1955 w Bogdanowie) – polski działacz polskiego ruchu ludowego, członek PSL Wyzwolenie, Stronnictwa Chłopskiego i Stronnictwa Ludowego. Poseł na Sejm II RP i PRL.

## Życiorys
Urodził się 22 listopada 1884 r. w Bogdanowie, w rodzinie chłopskiej. Działalność polityczną rozpoczął od wstąpienia do Polskiego Stronnictwa Ludowego. Następnie działał w Stronnictwie Chłopskim i Stronnictwie Ludowym. W okresie I wojny światowej był członkiem Polskiej Organizacji Wojskowej. Rozpowszechniał literaturę niepodległościową i prowadził werbunek do Legionów Polskich. W 1919 r. został wybrany posłem na sejm. W 1920 r. został zastępca członka Rady Obrony Państwa. W 1928 r. został ponownie wybrany posłem na sejm. Po zakończeniu II wojny światowej został wiceprezesem Stronnictwa Ludowego, posłem do Krajowej Rady Narodowej i na sejm. Po 1949 r. wycofał się z życia politycznego zajmując się pracą w gospodarstwie rolnym.